# Ordre (théorie des groupes)
Ne doit pas être confondu avec Groupe ordonné.
En théorie des groupes, une branche des mathématiques, le terme ordre est utilisé dans deux sens intimement liés :
- L'ordre d'un groupe est le cardinal de son ensemble sous-jacent. Le groupe est dit fini ou infini suivant que son ordre est fini ou infini[1].
- Si un élément a d'un groupe G engendre dans G un sous-groupe (monogène) fini d'ordre d, on dit que a est d'ordre fini et, plus précisément, d'ordre d. Si le sous-groupe engendré par a est infini, on dit que a est d'ordre infini[2]. Si a est d'ordre fini, son ordre est le plus petit entier strictement positif m tel que am = e (où e désigne l'élément neutre du groupe, et où am  désigne le produit[3] de m éléments égaux à a).

L'ordre d'un groupe G se note ord(G), |G| ou #G, et l'ordre d'un élément a se note ord(a) ou |a|.

## Exemples

### Dans le groupe du cube de Rubik
Le cube de Rubik permet d'illustrer la notion d'ordre d'un élément d'un groupe, où l'on découvre dans une pratique même élémentaire du cube de nombreux mouvements d'ordres variés (2, 3, 4, 6, ... ). Par exemple, une rotation d'un quart de tour d'une face est un mouvement d'ordre 4, une rotation d'une face d'un demi-tour est un mouvement d'ordre 2.

### Groupes monogènes
- Dans le groupe monogène infini ℤ, tout élément non nul est d'ordre infini.
- Dans un groupe cyclique ℤ/nℤ avec n > 0, l'ordre de la classe k modulo n d'un entier k est n/PGCD(n, k).

### Groupe symétrique S3
Le groupe symétrique S3 (en) ≃ D6, constitué de toutes les permutations de trois objets, possède la table de multiplication suivante :
| • | e | s | t | u | v | w |
| - | - | - | - | - | - | - |
| e | e | s | t | u | v | w |
| s | s | e | v | w | t | u |
| t | t | u | e | s | w | v |
| u | u | t | w | v | e | s |
| v | v | w | s | e | u | t |
| w | w | v | u | t | s | e |
Ce groupe possède six éléments, si bien que ord(S3) = 6.
Par définition, l'ordre de l'élément neutre, e, est 1. Chaque carré de s, t, et w est égal à  e, donc ces éléments du groupe sont d'ordre 2. En complétant l'énumération, u et v sont tous deux d'ordre 3, car u2 = v, u3 = vu = e, v2 = u et v3 = uv = e.

## Structure de groupe
L'ordre d'un groupe et l'ordre de ses éléments donnent des informations sur la structure du groupe. Informellement, plus la décomposition de l'ordre est compliquée, plus le groupe l'est.
Le seul groupe d'ordre 1 (à isomorphisme près) est le groupe trivial.
Le seul élément d'ordre 1 d'un groupe est l'élément neutre.
Un élément est d'ordre 2 si et seulement s'il est égal à son inverse, et différent de l'élément neutre.
Un groupe dont tout élément est d'ordre 2 (sauf l'élément neutre) est abélien puisque dans un tel groupe,
{\displaystyle ab=(ab)^{-1}=b^{-1}a^{-1}=ba.}

## Lien entre les deux concepts
L'ordre d'un élément a est égal à l'ordre du sous-groupe engendré par a, qui est 
{\displaystyle \langle a\rangle =\{a^{k}\mid k\in \mathbb {Z} \}.}
L'ordre d'un élément de G divise l'ordre du groupe G (par exemple le groupe symétrique S3 ci-dessus est d'ordre 6, et les ordres de ses éléments sont 1, 2 ou 3). Plus généralement, le théorème de Lagrange assure que l'ordre d'un sous-groupe quelconque H de G divise l'ordre de G (l'entier ord(G)/ord(H), noté [ G : H ], est appelé l'indice de H dans G).
La réciproque partielle suivante est vraie si G est fini : le théorème de Cauchy assure que si p est un nombre premier qui divise l'ordre de G, alors il existe dans G un élément d'ordre p (la condition que p soit premier est indispensable : par exemple le groupe de Klein n'a pas d'élément d'ordre quatre). On peut utiliser ce théorème pour montrer qu'un groupe fini est un p-groupe (dont tout élément a pour ordre une puissance de p) si et seulement si son ordre est une puissance du nombre premier p.

## Ordre d'un produit
Si a est d'ordre infini, alors toutes les puissances de a sont aussi d'ordre infini. Si a est d'ordre fini, nous avons la formule suivante pour l'ordre des puissances de a :
{\displaystyle {\mbox{ord}}(a^{k})={\frac {{\mbox{ord}}(a)}{{\mbox{pgcd}}({\mbox{ord}}(a),k)}}}
pour chaque entier k. En particulier, les entiers k tels que ak = e sont les multiples de l'ordre de a (ce qui caractérise l'ordre de a), et l'inverse de a est de même ordre que a.
Il n'y a pas de formule générale reliant l'ordre d'un produit ab aux ordres de a et b. Il est même possible que a et b soient tous deux d'ordre fini tandis que ab est d'ordre infini, ou que a et b soient tous deux d'ordre infini tandis que ab est d'ordre fini.
Si a et b commutent, on peut au moins affirmer que l'ordre de ab divise le PPCM des ordres de a et b et que, si ord(a) et ord(b) sont premiers entre eux, il est même égal au produit ord(a) × ord(b).
Ceci permet de construire, à partir de deux éléments a et b qui commutent, un élément dont l'ordre est le PPCM des ordres de a et b, ce qui prouve que l'ensemble des ordres des éléments d'un groupe abélien est stable par PPCM. Une conséquence est que si l'exposant d'un groupe abélien est fini alors il est égal à l'ordre de l'un des éléments du groupe. Pour les groupes finis non abéliens, on n'a pas cette propriété (voir par exemple « Fonction de Landau »).

## Autres propriétés
- Dans un groupe fini, pour tout entier d > 0, le nombre d'éléments d'ordre d est le produit du nombre (éventuellement nul) de sous-groupes d'ordre d par l'indicatrice d'Euler φ(d)[5] — d'après le lemme des bergers — et de même dans un groupe infini, le nombre de sous-groupes d'ordre d pouvant alors être infini. Par exemple, dans le cas de S3, φ(3) = 2, et nous avons exactement deux éléments d'ordre 3. Le théorème ne fournit pas d'information utile à propos des éléments d'ordre 2, parce que φ(2) = 1.
- Les morphismes de groupes ont tendance à réduire les ordres des éléments :
  - Si f : G → H est un morphisme, et a est un élément de G d'ordre fini, alors ord(f(a)) divise ord(a). Par exemple, le seul morphisme h : S3 → Z/5Z est le morphisme nul, parce que chaque nombre sauf zéro dans Z/5Z est d'ordre 5, qui ne divise pas les ordres 1, 2 et 3 des éléments de S3.
  - Si f est injectif, alors ord(f(a)) = ord(a). Ceci permet de montrer que deux éléments conjugués ont le même ordre, et par ailleurs, peut souvent être utilisé pour démontrer qu'il n'existe pas d'homomorphisme injectif entre deux groupes donnés.
- Les seuls groupes finis dans lesquels deux éléments de même ordre sont toujours conjugués sont les groupes symétriques S1, S2 et S3[6],[7] mais il existe des groupes infinis (de torsion) vérifiant cette propriété[8].
- Tout groupe fini G se plonge dans un groupe où tous les éléments de G de même ordre deviennent conjugués[9].
- Un résultat important à propos des ordres est l'équation des classes ; elle relie l'ordre d'un groupe fini G à l'ordre de son centre Z(G) et aux tailles de ses classes de conjugaison non triviales :{\displaystyle |G|=|Z(G)|+\sum _{i}d_{i},}où les di sont les tailles des classes de conjugaison non triviales ; ces tailles sont des diviseurs non triviaux de |G|, car elles sont égales aux indices de certains sous-groupes de G non triviaux (au sens : distincts de G et du groupe trivial). Par exemple, le centre de S3 est juste le groupe trivial, et l'équation se lit : | S3 | = 1 + 2 + 3.
- Le problème de Burnside de 1902 met en jeu les notions d'ordre d'un groupe et de ses éléments ; certaines de ces questions sont encore ouvertes. (Le théorème de Burnside de 1905 apporte un premier élément de réponse.)